# 南方之星
南方之星（日語：サザンオールスターズ，英語：的假名拼音，簡稱為或SAS），是日本樂團。有著日本國民樂團之稱。1978年6月25日以歌曲《任性的辛巴達》出道，團長為主唱及詞曲創作人桑田佳祐。
出道至今其職業生涯已超過40年，並持續活躍著。南方之星是日本樂史上影響力最大的樂團之一，是日本的國民天團，唱片總銷售量也以約4800萬張居日本史上第四。

## 成員
|                                | 個人資料                                       | 担当                  | 備註                                         |
| ------------------------------ | ---------------------------------------------- | --------------------- | -------------------------------------------- |
| 桑田佳祐 （くわた けいすけ）   | 1956年2月26日、血液型：A型、神奈川縣茅崎市出生 | Vocal、吉他手         | 樂團團長以及原由子的丈夫，並有個人音樂活動。 |
| 関口和之 （せきぐち かずゆき） | 1955年12月21日、O型、新潟县阿賀野市出生        | Bass、和聲、Vocal     |                                              |
| 松田弘 （まつだ ひろし）       | 1956年4月4日 O型、宮崎縣宮崎市出生             | 爵士鼓、和聲、Vocal   |                                              |
| 原由子 （はら ゆうこ）         | 1956年12月11日、B型、神奈川縣横滨市出生        | Keyboard、和聲、Vocal | 桑田佳祐的妻子，亦有個人音樂活動。           |
| 野沢秀行 （のざわ ひでゆき）   | 1954年10月19日、A型、東京都出生                | 打击乐器、和聲        | 樂團中唯一非擔任Vocal的成員。                |

前成員
|                              | 個人資料                              | 担当              | 備註                     |
| ---------------------------- | ------------------------------------- | ----------------- | ------------------------ |
| 大森隆志 （おおもり たかし） | 1956年12月12日、A型、岡山縣岡山市出身 | 吉他、和聲、Vocal | 於2001年8月7日宣佈離團。 |

## 現況
於2008年5月18日宣布「2009年起無限期停止活動」，震驚日本歌壇，主唱桑田佳祐表示樂團成員這幾年已經過度消耗，因而需要暫時休息充電並激發新靈感。
2008年8月24日於橫濱舉行暫停活動前的最後一場演出。
2010年12月31日主唱桑田以現場連線的方式參與《第61回NHK紅白歌合戰》的特別演出，演唱兩首新曲「寶貝前進吧！！」和「其實是可怕的愛與羅曼史」。
2013年6月25日宣佈再度復出，同年八月新曲 和平與亮點 Peace & Hi-lite， 間接地諷刺右翼勢力，呼籲日本不應忘記歷史教訓，應該改善與鄰國的關係，引起亞洲地區的關注。
2014年12月31日以特別嘉賓參與《第65回NHK紅白歌合戰》，透過於橫濱體育館的演唱會直播至紅白現場地，雖然並不是正式計入出場次數，但距離上一次於紅白表演已是相隔31年。
2015年3月31日推出睽違10年的第15張原創專輯「葡萄」，首週大賣30萬張唱片並且登上公信榜專輯冠軍。

## 作品

### 單曲
1. 任性的辛巴達（1978年6月25日）
2. 気分しだいで責めないで（1978年11月25日）
3. 心愛的艾莉（1979年3月25日）
4. 思い過ごしも恋のうち（1979年7月25日）
5. C調言葉に御用心（1979年10月25日）
6. 涙のアベニュー（1980年2月21日）
7. 恋するマンスリー・デイ（1980年3月21日）
8. いなせなロコモーション（1980年5月21日）
9. ジャズマン (JAZZ MAN)（1980年6月21日）
10. わすれじのレイド・バック（1980年7月21日）
11. シャ・ラ・ラ／ごめんねチャーリー（1980年11月21日）
12. Big Star Blues (ビッグスターの悲劇)（1981年6月21日）
13. 書籤的主題（1981年9月21日）
14. チャコの海岸物語（1982年1月21日）
15. 匂艶 The Night Club（1982年5月21日）
16. Ya Ya (あの時代を忘れない)（1982年10月5日）
17. ボディ・スペシャル II（Body Special）（1983年3月5日）
18. Emanon（1983年7月5日）
19. 東京シャッフル（1983年11月5日）
20. ミス・ブランニュー・デイ（Miss Brand-New Day）（1984年6月25日）
21. Tarako（1984年10月21日）
22. Bye Bye My Love (U are the one)（1985年5月29日）
23. メロディ (Melody)（1985年8月21日）
24. みんなのうた（1988年6月25日）
25. 女神達への情歌 (報道されないY型の彼方へ)（1989年4月12日）
26. さよならベイビー（1989年6月7日）
27. フリフリ'65（1989年11月21日）
28. 真夏的果實（1990年7月25日）
29. ネオ・ブラボー!!（1991年7月10日）
30. シュラバ★ラ★バンバ／君だけに夢をもう一度（1992年7月18日）
31. 涙のキッス（1992年7月18日）
32. EROTICA SEVEN（1993年7月21日）
33. 素敵なバーディー (No No Birdy)（1993年7月21日）
34. クリスマス・ラブ (涙のあとには白い雪が降る)（1993年11月20日）
35. Manpy的G★Spot（1995年5月22日）
36. 只給你 ～Summer Heartbreak～（1995年7月17日）
37. 愛的言靈 ～Spiritual Message（1996年5月20日）
38. 太陽は罪な奴（1996年6月25日）
39. 01Messenger ～電子狂の詩～（1997年8月21日）
40. Blue Heaven（1997年11月6日）
41. Love Affair ～秘密のデート～（1998年2月11日）
42. Paradise（1998年7月29日）
43. イエローマン ～星の王子様～（1999年3月25日）
44. Tsunami（2000年1月26日）
45. Hotel Pacific（2000年7月19日）
46. この青い空、みどり ～Blue in Green～（2000年11月1日）
47. 涙の海で抱かれたい ～Sea of Love～（2003年7月23日）
48. 彩 ～Aja～（2004年4月14日）
49. 君こそスターだ／夢に消えたジュリア（2004年7月21日）
50. 愛情與慾望的歲月（2004年11月24日）
51. Bohbo No.5／神の島遥か国（2005年7月20日）
52. DIRTY OLD MAN ～さらば夏よ～（2006年8月9日）
53. 我是你的歌手（2008年8月7日）
54. ピースとハイライト（2013年8月7日）
55. 東京Victory（2014年9月10日）

### 配信單曲
1. 闘う戦士たちへ愛を込めて（2018年6月15日）
2. 壮年JUMP（2018年7月23日）
3. 愛はスローにちょっとずつ（2019年8月12日）
4. 盆ギリ恋歌（2023年7月17日）
5. 歌えニッポンの空（2023年8月2日）
6. Relay〜杜の詩（2023年9月18日）
7. 恋のブギウギナイト（2024年6月25日）

### 專輯
1. 熱い胸さわぎ（1978年8月25日）
2. 10 Numbers Cara（10ナンバーズ・からっ）（1979年4月5日）
3. Tiny Bubbles（タイニイ・バブルス）（1980年3月21日）
4. ステレオ太陽族（1981年7月21日）
5. NUDE MAN（1982年7月21日）
6. 綺麗（1983年7月5日）
7. 人気者で行こう（1984年7月7日）
8. KAMAKURA（1985年9月14日）
9. SOUTHERN ALL STARS（1990年1月13日）
10. Inamura Jane（稲村ジェーン）（1990年9月1日）
11. 世に萬葉の花が咲くなり（1992年9月26日）
12. Young Love（1996年7月20日）
13. Sakura（さくら）（1998年10月21日）
14. Killer Street（キラーストリート）（2005年10月5日）
15. 葡萄（2015年3月31日）
16. THANK YOU SO MUCH（2025年3月19日）

## 翻唱為中文之作品
雖然南方之星（包括桑田佳祐和原由子單飛）甚少到大中華地區或其他日本以外的國家舉行演唱會，然而其被改編量之多僅次於安全地帶，成為最常被中文翻唱日文歌曲的樂隊之一。而自從張學友在1991年初推出的《每天愛你多一些》之後，香港和台灣的樂壇上隨即湧現不少桑田佳祐創作的樂曲，更有不少新晉香港和台灣歌手因翻唱其歌曲而成名。
2023年6月27日，香港樂隊Beyond成員之一黃家強在Facebook個人專頁表示，其已歿的兄長黃家駒曾參考一些知名樂隊和歌手作曲，其中有一首長達4分39秒的樣本歌曲更於2022年被首次曝光，其卡式帶上標示該作品名稱為「Southern All Stars」，意指該樣本是參考南方之星的歌曲風格而創作的作品。
以下節錄出中文歌曲翻唱作品：
| 原唱歌名                               | 翻唱                 | 翻唱歌名                              |
| -------------------------------------- | -------------------- | ------------------------------------- |
| 真夏的果實（）                         | 剛澤斌               | 妳在他鄉                              |
| 真夏的果實（）                         | 卜學亮               | 恭喜發財歌                            |
| 真夏的果實（）                         | 張學友               | 每天愛你多一些                        |
| 真夏的果實（）                         | 方大同、薛凱琪       | 復刻回憶                              |
| 淚吻（）                               | 孫耀威               | 認識你真好                            |
| 淚吻（）                               | 陳顯政               | 愛過每一天                            |
| 淚吻（）                               | 許志安               | 喜歡妳是妳                            |
| Ding Dong（僕だけのアイドル）          | 鄭秀文               | 叮噹                                  |
| Tsunami                                | 蘇永康               | 她愛了我好久（國） 其實我很擔心（粵） |
| 彩 〜Aja〜                             | 鄭中基               | 只要你愛我                            |
| 月                                     | 張學友               | 望月                                  |
| Hold On (It's Alright)                 | 余天、王耀慶、黃品源 | 越愛越美麗                            |
| 悲傷的心情 (JUST A MAN IN LOVE)（）    | 古巨基               | 藍天與白雲                            |
| 悲傷的心情 (JUST A MAN IN LOVE)（）    | 張震嶽               | 就是喜歡你                            |
| 白色戀人們（白い恋人達）                         | 許志安               | my love                               |
| 誰かの風の跡                           | 許志安               | 從沒有這麼愛戀過                      |
| 孤独の太陽                             | 許志安               | 在那天去後                            |
| 路過（通りゃんせ）                               | 許志安               | 順路不順路                            |
| ドラマで始まる恋なのに                 | 藍心湄               | 糖果                                  |
| 旅姿六人众                             | 張學友               | 真情流露（粵） 情到深處（國）         |
| 旅姿六人众                             | 范逸臣               | PIANO                                 |
| If I Ever Hear You Knocking on my Door | 古巨基               | 愛的解釋                              |
| 素敵なバーディー (NO NO BIRDY)         | 李克勤               | 只懂得對你好                          |
| 夏をあきらめて                         | 林志美               | 營火                                  |
| 夏をあきらめて                         | 盧業瑂               | 全心傳意                              |
| 夏をあきらめて                         | 李國祥               | 無盡冷雨下                            |
| 夏をあきらめて                         | 葉璦菱               | 不能停止愛你                          |
| あっという間の夢のTonight              | 金城武               | 戀愛狂想曲                            |
| 素敵な夢を叶えましょう                 | 邰正宵               | 再等一百年                            |
| よどみ萎え、枯れて舞え                 | 郭富城               | You and Me                            |
| MISS BRAND-NEW DAY                     | 郭富城               | 親近多一次                            |
| CHRISTMAS TIME FOREVER                 | 郭富城               | Merry Christmas                       |
| 恋人も濡れる街角                       | 黃凱芹               | 雨中的戀人們                          |
| 恋人も濡れる街角                       | 吳國敬               | 你是我心上人                          |
| 恋人も濡れる街角                       | 钟鎮濤               | 只想將你等                            |
| 恋人も濡れる街角                       | 杨烈                 | 街角追情                              |
| 逢いたくなった時に君はここにいない     | 鄭伊健               | 不要哭了                              |
| 逢いたくなった時に君はここにいない     | 譚又銘               | 真的我                                |
| MERRY X'MAS IN SUMMER                  | 鄧麗君               | 夏日聖誕                              |
| クリといつまでも                       | 楊采妮               | 愛的魔法                              |
| EROTICA SEVEN                          | 黎明                 | 月亮下求你一吻                        |
| 愛する女性とのすれ違い                 | 黎明                 | 夜變得精彩                            |
| Oh, Girl (悲しい胸のスクリーン)        | 譚詠麟               | Oh Girl                               |
| 花咲く旅路                             | 陳慧嫻               | 飄雪                                  |
| 花咲く旅路                             | 高勝美               | 蝶兒蝶兒满天飛                        |
| 心愛的艾莉（）                         | 鍾鎮濤               | 想你                                  |
| 心愛的艾莉（）                         | 黎明                 | Ellie                                 |
| 心愛的艾莉（）                         | 張學友               | 給我親愛的                            |
| シュラバ☆ラ☆バンバ                     | 鄭伊健               | 9990次想她                            |

## NHK紅白歌合戰出場紀錄
| 年份/屆數                 | 出場次數    | 曲目                            | 出演次序 | 對戰歌手 | 備註                        |
| ------------------------- | ----------- | ------------------------------- | -------- | -------- | --------------------------- |
| 1979年（昭和54年）/第30回 | 初          | いとしのエリー                  | 7/23     | 大橋純子 |                             |
| 1982年（昭和57年）/第33回 | 2           | チャコの海岸物語                | 7/22     | Sugar    |                             |
| 1983年（昭和58年）/第34回 | 3           | 東京シャッフル                  | 15/21    | 青江三奈 |                             |
| 2014年（平成26年）/第65回 | 特別演出(4) | ピースとハイライト〜東京VICTORY | -        | -        | トリ前、シークレットゲスト  |
| 2018年（平成30年）/第69回 | 特別演出(5) | 希望の轍～勝手にシンドバッド    | -        | -        | ※特別企画枠「究極の大トリ」 |

## 紀錄
- 第44張單曲Tsunami為日本歷史上單曲CD銷售量第一高的作品。
- 單曲、專輯累積總銷售量為日本史上第四高。
- 專輯Tiny Bubbles以來連續17張專輯在日本Oricon公信排行榜中取得最高名次第1名。
- 單曲連續42張在日本Oricon公信排行榜中取得前十名。

## 外部連結
- 南方之星的唱片公司官方網站 （页面存档备份，存于）（日語）
- 南方之星官方網站（页面存档备份，存于）（日語）

Twitter・Facebook・YouTube
- 南方之星的X（前Twitter）
- 南方之星的Facebook專頁
- YouTube上的南方之星頻道